# Riedel Communications

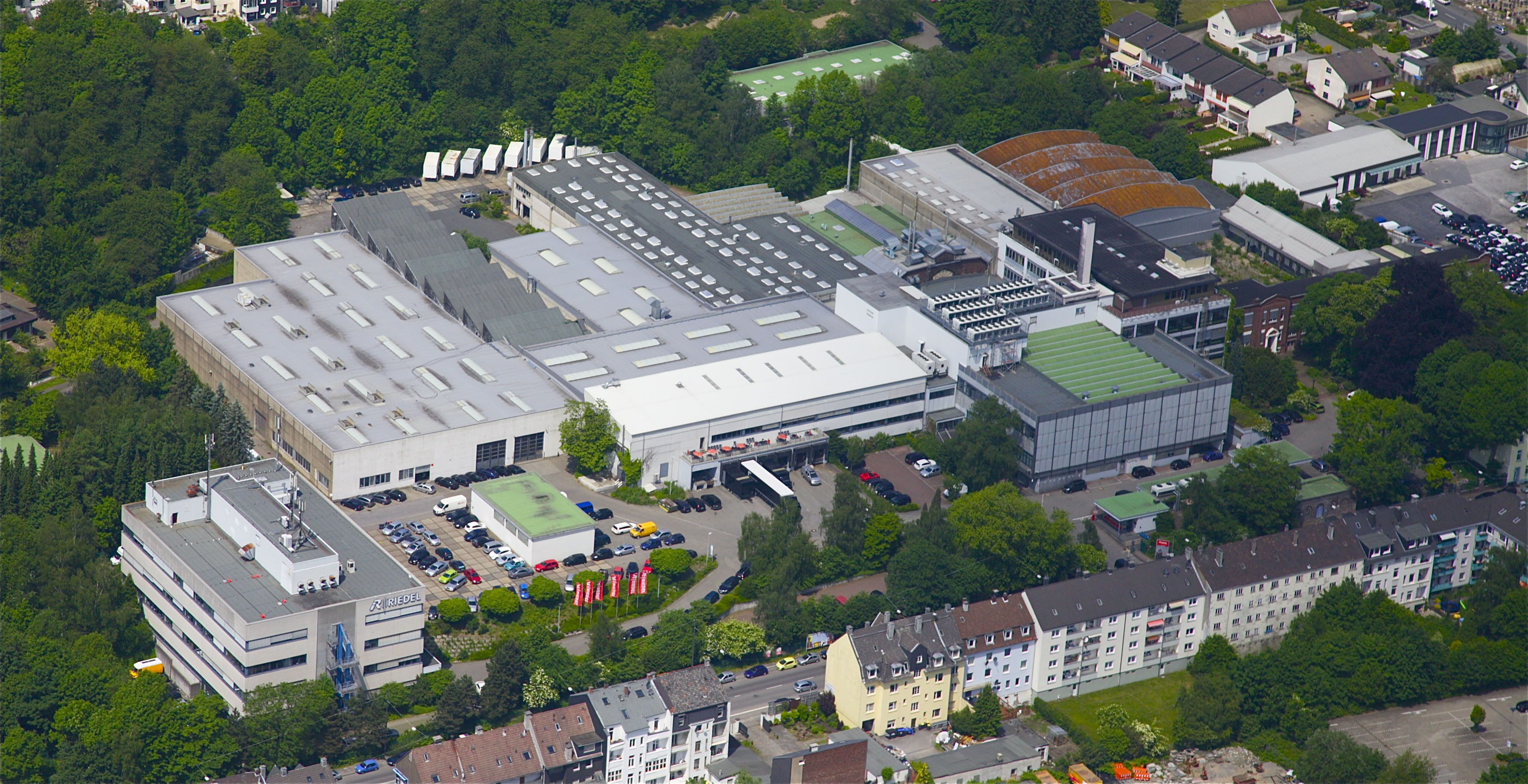
Riedel Technologie Park in Wuppertal

Die Riedel Communications GmbH & Co. KG (ehemals Riedel Funk- und Intercomtechnik) ist ein von Thomas Riedel, im Jahr 1987 gegründetes, Unternehmen in Wuppertal. Es definiert sich in drei Geschäftsfelder: Herstellung von Kommunikationstechnik, Rental Service und Funkvertrieb. In seinem Segment ist das Unternehmen Weltmarktführer. Mit über 1000 Mitarbeitern ist Riedel Communications (neben seinem Hauptsitz in Wuppertal) an 30 weiteren Standorten in Europa, Australien, Asien und Nordamerika vertreten. Das Unternehmen ist im Riedel-Technologie Park auf dem ehemaligen Quante-Gelände an der Uellendahler Straße 353 (42109 Wuppertal) angesiedelt.

## Beschreibung
Das Unternehmen entwickelt, fertigt und vertreibt Intercom-, Glasfaser-, Funk- und Audionetzwerksysteme. Diese kommen in den Bereichen Rundfunk, Veranstaltungen, Theater und Industrie zum Einsatz, es ist seit 1991 autorisierter Motorola-Vertriebspartner in Europa.
Für zahlreiche internationale Großveranstaltungen war das Unternehmen der Hauptdienstleister im Bereich der Kommunikationstechnik. Beispiele sind: Eurovision Song Contest 2006, Eurovision Song Contest 2010, Fußball-Weltmeisterschaft 2002, Fußball-Weltmeisterschaft 2006, Olympische Sommerspiele 2004, Olympische Winterspiele 1994, Olympische Winterspiele 2002, Olympische Winterspiele 2006, Olympische Winterspiele 2014, Red Bull Air Race Weltmeisterschaft sowie die Formel-1-Weltmeisterschaft. Bei den Olympischen Sommerspielen 2012 war Riedel beispielsweise mit insgesamt 18.000 Funkgeräten vertreten.
Das Unternehmen wurde 2003 mit dem Wuppertaler Wirtschaftspreis ausgezeichnet.
Drei Produktionen, für die das Unternehmen Ausrüstung lieferte, erhielten Sports Emmy Awards. Zwei Sports Emmy Awards gab es 2009 (Outstanding Technical Team Remote) und 2010  für die Produktion der Flugserie Red Bull Air Race. Die Auszeichnung erfolgte hierbei für die gesamte Kommunikationsinfrastruktur des Events, die Signalverteilung sowie die drahtlosen Onboard-HD-Kameras. Den dritten Sports Emmy erhielt die Firma für die Produktion von Red Bull Stratos.
Im Oktober 2008 übernahm Riedel die in Hanau ansässige Media Numerics, Details über den finanziellen Umfang der Übernahme sind nicht veröffentlicht worden. Außerdem wurde 2013 das Düsseldorfer Unternehmen Code One übernommen. Kernbereiche des jungen Unternehmens sind unter anderem Videoübertragungen per Internetstreaming sowie Produkte für das mobile Streaming.
Unternehmensgründer Thomas Riedel wurde 2010 mit dem Wirtschaftspreis Entrepreneur des Jahres ausgezeichnet.